# Varšava
Varšava (poljsko Warszawa [varˈʂava] ; latinsko Varsovia or Varsavia) uradno glavno mesto Varšava, je glavno in največje mesto Poljske. Metropola stoji ob reki Visli v vzhodno-osrednji Poljski. Uradno ima ocenjeno 1,86 milijona prebivalcev, znotraj širšega metropolitanskega območja pa 3,27 milijona prebivalcev, zaradi česar je Varšava 6. najbolj naseljeno mesto v Evropski uniji. Mestno območje meri 517 km2 in obsega 18 okrožij, metropolitansko območje pa pokriva 6100 km2. Varšava je uvrščena med alfa globalna mesta, pomembno politično, gospodarsko in kulturno središče ter sedež vlade države. Je tudi glavno mesto Mazovskega vojvodstva.
Varšava izvira iz majhnega ribiškega mesta v Mazoviji. Mesto je postalo znano konec 16. stoletja, ko se je Sigismund III. Poljski odločil preseliti poljsko prestolnico in svoj kraljevi dvor iz Krakova. Varšava je do 18. stoletja prehitela Gdansk kot najbolj naseljeno mesto na Poljskem. Do leta 1795 je bila prestolnica Poljsko-litovske zveze, nato pa sedež Napoleonove Vojvodine Varšave. 19. stoletje in industrijska revolucija sta prinesli demografski razcvet, zaradi katerega je postala eno največjih in najbolj gosto poseljenih mest v Evropi. Varšava, takrat znana po svoji elegantni arhitekturi in bulvarjih, je bila na začetku druge svetovne vojne leta 1939 bombardirana in oblegana. Velik del zgodovinskega mesta je bil uničen, njegovo raznoliko prebivalstvo pa je bilo zdesetkano zaradi vstaje v getu leta 1943, splošne varšavske vstaje leta 1944 in sistematičnega rušenja.
Varšavo oskrbujejo tri mednarodna letališča, najbolj prometno je Varšava Chopin, pa tudi Varšava Modlin in Varšava Radom. Glavne storitve javnega prevoza v mestu sjo varšavski metro, avtobusi, primestni železniški promet in obsežno tramvajsko omrežje. Mesto je pomembno gospodarsko središče regije, Varšavska borza pa je največja v srednji in vzhodni Evropi. Je sedež Frontexa, agencije Evropske unije za varnost zunanjih meja, in ODIHR, ene glavnih institucij Organizacije za varnost in sodelovanje v Evropi. Varšava ima eno najvišjih koncentracij nebotičnikov v Evropi, stolp Varso pa je najvišja stavba v Evropski uniji.
Glavne izobraževalne in kulturne ustanove v mestu so Univerza v Varšavi, Varšavska tehnološka univerza, Ekonomska šola SGH Varšava, Glasbena univerza Chopin, Poljska akademija znanosti, Nacionalni filharmonični orkester, Narodni muzej in Veliko gledališče v Varšavi, ki je med največjimi v Evropi. Rekonstruirano staro mestno jedro, ki predstavlja različne evropske arhitekturne sloge, je UNESCO leta 1980 uvrstil na seznam svetovne dediščine. Med drugimi znamenitostmi so kraljevi grad, Sigismundov steber, Wilanówska palača, palača na otoku, nadstolnica sv. Janeza, Glavni trg ter številne cerkve in dvorci vzdolž kraljeve poti. Varšava je zelena prestolnica, saj parki zasedajo približno četrtino mestnega območja. V športu mesto gosti športna kluba Legia in Polonia ter vsakoletni Varšavski maraton.

## Zgodovina

### 1300–1800
Prvi utrjeni naselbini na mestu današnje Varšave sta bili v Bródnu (9./10. stoletje) in Jazdówu (12./13. stoletje). Potem ko so bližnji klani in vojvode napadli Jazdów, je bilo na mestu majhne ribiške vasi z imenom Warszowa ustanovljeno novo utrjeno naselje. Płocki knez Boleslav II. Mazojski je okoli leta 1300 ustanovil sodobno mesto, prvi zgodovinski dokument, ki potrjuje obstoj kastelanije, pa sega v leto 1313. Z dokončanjem stolnice sv. Janeza leta 1390 je Varšava postala eden od sedežev mazovijskih vojvod in je bila leta 1413 uradno razglašena za prestolnico Mazovješke vojvodine. Gospodarstvo je takrat pretežno temeljilo na obrti ali trgovini, mesto pa je takrat imelo približno 4500 prebivalcev.
V 15. stoletju se je prebivalstvo naselilo in razširilo onkraj severnega mestnega obzidja v novo ustanovljeno samoupravno okrožje, imenovano Novo mesto. Obstoječe starejše naselje je sčasoma postalo znano kot Staro mesto. Obe sta imeli svojo mestno listino in neodvisne svete. Cilj ustanovitve ločenega okrožja je bil namestiti nove priseljence ali 'nezaželene', ki se niso smeli naseliti v Starem mestu, zlasti Jude. Socialne in finančne razlike med razredi v obeh okrožjih so leta 1525 privedle do manjšega upora. Po nenadni smrti Januša III. in izumrtju lokalne vojvodske linije je bila Mazovija leta 1526 vključena v Poljsko kraljestvo. Bona Sforza, žena Sigismunda I. Poljskega, je bila na splošno obtožena zastrupitve vojvode, da bi ohranila poljsko oblast nad Varšavo.
Leta 1529 je Varšava prvič postala sedež generalnega sejma in je to privilegij trajno obdržala. Naraščajoči pomen mesta je spodbudil gradnjo novega obrambnega sistema, vključno z znamenitim Barbacanom. V Varšavo so pripeljali priznane italijanske arhitekte, da bi preoblikovali kraljevi grad, ulice in tržnico, kar je povzročilo zgodnji italijanski videz starega mestnega jedra. Leta 1573 je mesto dalo ime Varšavski konfederaciji, ki je formalno vzpostavila versko svobodo v Poljsko-litovski državi. Zaradi svoje osrednje lege med glavnima mestoma dveh sestavnih delov države, Poljske in Litve, Krakovom oziroma Vilno, je Varšava postala glavno mesto države in poljske krone, ko je Sigismund III. Vasa leta 1596 prenesel svoj kraljevi dvor. V naslednjih letih se je mesto znatno razširilo proti jugu in zahodu. Več zasebnih neodvisnih okrožij (jurydyka) je bilo v lasti aristokratov in plemstva, ki so jim vladali po lastnih zakonih. Med letoma 1655 in 1658 so mesto oblegale in plenile švedske, brandenburške in transilvanske sile. Vodenje velike severne vojne (1700–1721) je Varšavo prisililo tudi k plačevanju visokih davkov napadalnim vojskam.
Vladavina Avgusta II., Avgusta III. in Stanislava Avgusta Poniatowskega je bila čas velikega razvoja Varšave, ki se je spremenila v zgodnjekapitalistično mesto. Saški monarhi so zaposlili številne nemške arhitekte, kiparje in inženirje, ki so mestu dodali elemente v slogu, vzporednem z Dresdnom, predvsem Saško os, medtem ko je Poniatowski spodbudil domačo poljsko arhitekturno in obrtniško sceno. Leto 1727 je zaznamovalo odprtje Saškega vrta v Varšavi, prvega javno dostopnega parka. Knjižnica Załuski, prva poljska javna knjižnica in takrat največja, je bila ustanovljena leta 1747. Stanislav II. Avgust, ki je prenovil notranjost kraljevega gradu, je Varšavo spremenil tudi v središče kulture in umetnosti. Razširil je park Kraljevih kopališč in naročil gradnjo ali obnovo številnih palač, dvorcev in bogato okrašenih stanovanjskih stavb. Zaradi tega si je Varšava prislužila vzdevek Pariz severa. Stanislav Avgust Poniatowski je ustvaril prvo državno gledališče v Varšavi, investiral v park Kraljevih kopališč in ustvaril Stanislavsko os (poljsko Oś Stanisławowska), velik infrastrukturni projekt.
Varšava je ostala glavno mesto Poljske in Litovske skupnosti do leta 1795, ko jo je v tretji in zadnji delitvi Poljske priključila Kraljevina Prusija; nato je postala glavno mesto province Južna Prusija. V tem času je Ludvik XVIII. Francoski preživel izgnanstvo v Varšavi pod psevdonimom grof de Lille.

### 1800–1939
Varšava je postala glavno mesto novo ustanovljene francoske odvisne države, znane kot Vojvodina Varšava, potem ko je Napoleon leta 1806 del poljskega ozemlja osvobodil od Prusije, Rusije in Avstrije. Po Napoleonovem porazu in izgnanstvu je Dunajski kongres leta 1815 Varšavo dodelil Poljski Kongresni državi, ustavni monarhiji znotraj najvzhodnejšega sektorja (ali delitve) v okviru personalne unije s cesarsko Rusijo. Leta 1816 je bila ustanovljena Kraljeva univerza v Varšavi.
Zaradi kršitve poljske ustave je leta 1830 izbruhnila novembrska vstaja proti tujemu vplivu. Poljsko-ruska vojna leta 1831 se je končala s porazom vstaje in z omejitvijo avtonomije Poljske Kongresne države. 27. februarja 1861 so ruske čete streljale na varšavsko množico, ki je protestirala proti ruskemu nadzoru nad Poljsko Kongresne države. Pet ljudi je bilo ubitih. Podzemna poljska narodna vlada je imela sedež v Varšavi med januarsko vstajo v letih 1863–64.
Varšava je cvetela skozi vse 19. stoletje pod županom Sokratesom Starynkiewiczem (1875–92), ki ga je imenoval Aleksander III. Ruski. Pod Starynkiewiczem je Varšava dočakala svoj prvi vodovodni in kanalizacijski sistem, ki sta ga zasnovala in zgradila angleški inženir William Lindley in njegov sin William Heerlein Lindley, ter širitev in posodobitev tramvajev, ulične razsvetljave in plinske infrastrukture. Med letoma 1850 in 1882 se je število prebivalcev zaradi hitre urbanizacije in industrializacije povečalo za 134 % na 383.000. Mnogi so se zaradi zaposlitvenih možnosti preselili iz okoliških podeželskih mazovskih mest in vasi v mesto. Zahodno okrožje Wola se je iz kmetijskega obrobja, ki so ga večinoma zasedale majhne kmetije in mlini na veter (mlini so soimenjaki osrednje soseske Młynów v Woli), preoblikovalo v industrijsko in proizvodno središče. Metalurške, tekstilne in steklarske tovarne so bile nekaj običajnega, dimniki pa so dominirali na skrajnem zahodnem obzorju.
Prebivalstvo Varšave je bilo podvrženo dohodkovni segmentaciji. Gentrifikacija notranjih predmestij je prisilila revnejše prebivalce, da so se preselili čez reko v okrožja Praga ali Powiśle in Solec. Revnejše verske in etnične manjšine, kot so Judje, so se naselile v gosto poseljenih delih severne Varšave, v Muranowu. Cesarski popis prebivalstva leta 1897 je zabeležil 626.000 ljudi, ki so živeli v Varšavi, zaradi česar je bila tretje največje mesto v cesarstvu za Sankt Peterburgom in Moskvo ter največje mesto v regiji. V središču mesta so bili zgrajeni tudi veličastni arhitekturni kompleksi in strukture, vključno z Varšavsko filharmonijo, cerkvijo Najsvetejšega Odrešenika in stanovanjskimi stavbami vzdolž ulice Marszałkowska.
Med prvo svetovno vojno je bila Varšava pod nemško okupacijo od 4. avgusta 1915 do novembra 1918. Premirje 11. novembra 1918 je sklenilo, da se mora poražena Nemčija umakniti z vseh tujih ozemelj, vključno z Varšavo. Nemčija je to storila in ilegalni vodja Józef Piłsudski se je istega dne vrnil v Varšavo, kar je zaznamovalo začetek Druge poljske republike, prve resnično suverene poljske države po letu 1795. Med poljsko-sovjetsko vojno (1919–1921) se je leta 1920 na vzhodnem obrobju mesta odvijala bitka za Varšavo. Poljska je uspešno branila prestolnico, ustavila glavni breme boljševiške Rdeče armade in začasno ustavila izvoz komunistične revolucije v druge dele Evrope.
Medvojno obdobje (1918–1939) je bilo obdobje velikega razvoja mestne infrastrukture. V Mokotówu so zgradili nova modernistična stanovanjska naselja, da bi razbremenili gosto naseljena notranja predmestja. Leta 1921 je bila skupna površina Varšave ocenjena na le 124,7 km² z 1 milijonom prebivalcev – več kot 8000 ljudi/km². Średnicowy most je bil zgrajen za železnico (1921–1931) in je povezoval oba dela mesta čez Vislo. Železniška postaja Warszawa Główna (1932–1939) ni bila dokončana zaradi izbruha druge svetovne vojne.
Stefan Starzyński je bil župan Varšave med letoma 1934 in 1939.

### Druga svetovna vojna
Po nemški invaziji na Poljsko 1. septembra 1939, ki je začela drugo svetovno vojno, so Varšavo branili do 27. septembra. Osrednja Poljska, vključno z Varšavo, je prišla pod oblast Generalnega guvernerstva, nemške nacistične kolonialne uprave. Vse visokošolske ustanove so bile takoj zaprte, celotno judovsko prebivalstvo Varšave – več sto tisoč, približno 30 % mesta – pa so pregnali v varšavski geto. Julija 1942 so Jude iz varšavskega geta začeli množično deportirati v uničevalna taborišča Akcija Reinhard, zlasti v Treblinko. Mesto je postalo središče mestnega odpora proti nacistični oblasti v okupirani Evropi. Ko je 19. aprila 1943 prišel ukaz za uničenje geta kot del Hitlerjeve 'dokončne rešitve', so judovski borci sprožili vstajo v varšavskem getu. Kljub temu, da je bil geto močno orožen in številčno slabši, se je vzdržal skoraj mesec dni. Ko so se boji končali, so bili skoraj vsi preživeli pobiti, le redkim pa je uspelo pobegniti ali se skriti.
Do julija 1944 je bila Rdeča armada globoko na poljskem ozemlju in je zasledovala naciste proti Varšavi. Poljska vlada v izgnanstvu v Londonu je dala ukaz podzemni Domači armadi (AK), naj poskuša prevzeti nadzor nad Varšavo, preden pride Rdeča armada. Tako se je 1. avgusta 1944, ko se je Rdeča armada bližala mestu, začela Varšavska vstaja. Oborožen boj, ki naj bi trajal 48 ur, je bil delno uspešen, vendar je trajal 63 dni. Na koncu so bili borci Domače armade in civilisti, ki so jim pomagali, prisiljeni kapitulirati. Prepeljali so jih v taborišča za vojne ujetnike v Nemčiji, celotno civilno prebivalstvo pa je bilo izgnano. Število smrtnih žrtev med poljskimi civilisti je ocenjeno na med 150.000 in 200.000.
Hitler je, ignorirajoč dogovorjene pogoje kapitulacije, ukazal, da se celotno mesto poruši do tal, knjižnične in muzejske zbirke pa odpeljejo v Nemčijo ali sežgejo. Spomenike in vladne stavbe so razstrelile posebne nemške enote, znane kot Verbrennungs- und Vernichtungskommando ('Odredi za požiganje in uničevanje'). Uničenih je bilo približno 85 % mesta, vključno z zgodovinskim starim mestnim jedrom in kraljevim gradom.
17. januarja 1945 – po začetku ofenzive Rdeče armade na Visli in Odri – so sovjetske in poljske čete Prve poljske armade vstopile v ruševine Varšave in osvobodile varšavska predmestja izpod nemške okupacije. Mesto je hitro osvobodila sovjetska vojska, ki je hitro napredovala proti Lodžu, medtem ko so se nemške sile pregrupirale na bolj zahodnem položaju. 

### 1945–1989
Leta 1945, po koncu bombardiranja, uporov, bojev in rušenja, je večina Varšave ležala v ruševinah. Območje nekdanjega geta je bilo zravnano z zemljo, ostalo je le morje ruševin. Zaradi ogromnega uničenja se je nova vlada in njeni uradniki začasno preselila v Lodž, ki je postal prehodni sedež oblasti. Kljub temu je Varšava uradno ponovno prevzela vlogo glavnega mesta Poljske in središča političnega in gospodarskega življenja v državi.
Po drugi svetovni vojni se je začela kampanja »Opeka za Varšavo« in v Varšavi so bili zgrajeni veliki montažni stanovanjski projekti, da bi se spopadli z velikim pomanjkanjem stanovanj. Stanovanjske stavbe v slogu Plattenbau so veljale za rešitev za izogibanje nekdanjemu problemu gostote naseljenosti Varšave in ustvarjanje več zelenih površin. Nekatere stavbe iz 19. stoletja, ki so se ohranile v razmeroma rekonstruirani obliki, so bile kljub temu v 1950-ih in 1960-ih porušene, na primer palača Kronenberg. Urbani sistem osrednje regije (Sródmieście) je bil popolnoma preoblikovan; nekdanje tlakovane ulice so bile asfaltirane in znatno razširjene za promet. Zaradi teh sprememb so izginile številne pomembne ulice, kot so Gęsia, Nalewki in Wielka, nekatere pa so bile razdeljene na pol zaradi gradnje Plac Defilad (Paradnega trga), enega največjih te vrste v Evropi.
Velik del osrednjega okrožja je bil namenjen tudi bodočim nebotičnikom. 237 metrov visoka Palača kulture in znanosti, ki spominja na newyorški Empire State Building, je bila zgrajena kot darilo Sovjetske zveze. Varšavska urbana krajina je značilna za moderno in sodobno arhitekturo. Kljub vojnemu uničenju in povojni prenovi so bile številne zgodovinske ulice, stavbe in cerkve obnovljene v prvotno obliko.
Obiski Janeza Pavla II. v njegovi rodni državi leta 1979 in 1983 so podprli porajajoče se gibanje »Solidarność« in spodbudili naraščajočo protikomunistično vnemo tam. Leta 1979, manj kot leto dni po tem, ko je postal papež, je Janez Pavel II. daroval mašo na Trgu zmage v Varšavi in pridigo zaključil s pozivom k »obnovi obraza« Poljske. Te besede so bile pomenljive za Varšavčane in Poljake, ki so jih razumeli kot spodbudo za liberalno-demokratične reforme.

### 1989–danes
Leta 1995 je bil odprt varšavski metro z eno samo linijo. Druga linija je bila odprta marca 2015. 28. septembra 2022 so bile odprte tri nove postaje varšavskega metroja, s čimer se je število postaj varšavskega metroja povečalo na 36, njegova dolžina pa na 38,3 kilometra. Februarja 2023 je varšavski župan Rafał Trzaskowski napovedal načrte za več kot podvojitev mestnega metro sistema do leta 2050.
Z vstopom Poljske v Evropsko unijo leta 2004 Varšava doživlja velik gospodarski razcvet. Otvoritvena tekma UEFA Eura 2012 je potekala v Varšavi, mesto pa je gostilo tudi konferenco Združenih narodov o podnebnih spremembah leta 2013 in vrh Nata leta 2016. Varšava je do avgusta 2022 zaradi ruske invazije na Ukrajino leta 2022 sprejela približno 180.000 beguncev iz Ukrajine. To število pomeni desetino prebivalstva poljske prestolnice, ki šteje 1,8 milijona ljudi – druge največje posamezne skupine ukrajinskih beguncev.

## Geografija
Varšava leži v vzhodno-osrednji Poljski, približno 300 km od Karpatov in približno 260 km od Baltskega morja, 523 km vzhodno od Berlina v Nemčiji. Mesto leži ob reki Visli. Je v osrčju Mazovske nižine, njegova povprečna nadmorska višina pa je 100 m. Najvišja točka na zahodni strani mesta leži na višini 115,7 m (avtobusna postaja "Redutowa", okrožje Wola), na vzhodni strani pa 122,1 m (naselje "Groszówka", okrožje Wesola, ob vzhodni meji). Najnižja točka leži na višini 75,6 m (na desnem bregu Visle, ob vzhodni meji Varšave). Znotraj mesta je nekaj hribov (večinoma umetnih) – npr. Hrib Varšavske vstaje (121 m) in hrib Szczęśliwice (138 m – najvišja točka Varšave nasploh).
Varšava leži na dveh glavnih geomorfoloških formacijah: ravni morenski planoti in dolini Visle z asimetričnim vzorcem različnih teras. Reka Visla je specifična os Varšave, ki mesto deli na dva dela, levi in desni. Leva stran je tako na morenski planoti (10 do 25 m nad gladino Visle) kot na terasah Visle (največ 6,5 m nad gladino Visle). Pomemben element reliefa v tem delu Varšave je rob morenske planote, imenovan Varšavska strmina. Visoka je od 20 do 25 m v starem mestnem jedru in osrednjem okrožju ter približno 10 m na severu in jugu Varšave. Poteka skozi mesto in igra pomembno vlogo kot znamenitost.
Ravna morenska planota ima le nekaj naravnih in umetnih ribnikov ter skupine glinokopov. Vzorec teras Visle je asimetričen. Leva stran je sestavljena predvsem iz dveh nivojev: najvišji vsebuje nekdanje poplavne terase, najnižji pa je poplavna terasa. Sodobna poplavna terasa ima še vedno vidne doline in vdolbine z vodnimi sistemi, ki prihajajo iz stare struge Visle. Sestavljajo jih še vedno precej naravni potoki in jezera ter vzorec drenažnih jarkov. Desna stran Varšave ima drugačen vzorec geomorfoloških oblik. Obstaja več ravni teras Vislenske ravnine (poplavljenih in prej poplavljenih), le majhen del pa je manj vidna morenska strmina. Najvišjo teraso prekriva eolski pesek s številnimi sipinami, ki jih ločujejo šotna močvirja ali majhni ribniki. To so večinoma gozdnata območja (borov gozd).

### Podnebje
Varšava ima oceansko (Köppen: Cfb) ali vlažno celinsko (Köppen: Dfb) podnebje, odvisno od uporabljene izoterme;ref>»Warsaw, Poland Köppen Climate Classification (Weatherbase)«. Weatherbase. Arhivirano iz spletišča dne 22. januarja 2021. Pridobljeno 10. marca 2019.</ref> čeprav je bilo mesto pred nedavnim učinkom podnebnih sprememb in mestnim toplotnim otokom vlažno celinsko ne glede na izotermo. Medtem ima po genetski klasifikaciji podnebja Wincentyja Okołowicza zmerno fuzijsko podnebje z oceanskimi in celinskimi značilnostmi.
Mesto ima hladne, včasih zasnežene, oblačne zime in topla, relativno sončna, a pogosto nevihtna poletja. Pomlad in jesen sta lahko nepredvidljivi, zelo nagnjeni k nenadnim vremenskim spremembam; vendar so temperature običajno blage, zlasti okoli maja in septembra. Povprečna dnevna temperatura se giblje med -1,5 °C v januarju in 19,7 °C v juliju, povprečna letna temperatura pa je 9,0 °C. Temperature lahko poleti dosežejo 30 °C, čeprav učinke vročega vremena običajno izravnajo relativno nizke rosišča in velike dnevne temperaturne razlike. Varšava je šesto najbolj suho večje mesto v Evropi (najbolj suho v srednji Evropi), s povprečno letno količino padavin 550 mm, najbolj moker mesec pa je julij.

## Mestna krajina
Dolga in eklektična zgodovina Varšave je pustila opazen pečat na njeni arhitekturi in urbani obliki. Za razliko od večine poljskih mest v mestni podobi Varšave prevladuje sodobna arhitektura s funkcionalističnimi in modernimi stavbami. Kljub temu je stavbna dediščina še vedno prisotna v starem mestnem jedru in južnem delu osrednjega okrožja. Varšava je med evropskimi mesti z največjim številom nebotičnikov v Evropi in je dom najvišje stavbe v Evropski uniji. Nebotičniki so večinoma osredotočeni okoli okrožja Śródmieście, mnogi pa so v trgovskem okrožju Wola. V zadnjih desetletjih se je pojavil koncentrični conski vzorec; Večina prebivalcev Varšave živi zunaj trgovskega središča mesta in se vozi z metrojem, avtobusom ali tramvajem. Stanovanjske nepremičnine v osrednjih soseskah so pogosto rezervirane za komercialne dejavnosti ali začasno (turistično, študentsko) nastanitev. Najbližja stanovanjska območja se nahajajo pretežno na obrobju notranjega okrožja, v Ochoti, Mokotówu in Żoliborzu ali ob Visli v Powiśle.
Varšava, sedež poljskih monarhov od konca 16. stoletja, je ostala majhno mesto le z zasebnimi palačami, dvorci, vilami in več ulicami mestnih hiš, ki so jih zasnovali najboljši nemški, italijanski in nizozemski arhitekti, med njimi Tylman van Gameren, Andreas Schlüter, Jakub Fontana in Enrico Marconi. Stavbe v bližini varšavskega starega mestnega jedra predstavljajo skoraj vse evropske arhitekturne sloge in zgodovinska obdobja. Varšava ima odlične primere arhitekture iz gotskega, renesančnega, baročnega in neoklasicističnega obdobja, ki so nedaleč od središča. Zaradi tega arhitekturnega bogastva nekateri komentatorji Varšavo opisujejo kot Pariz vzhoda ali Pariz severa.
Gotska arhitektura je zastopana v veličastnih cerkvah, meščanskih hišah in utrdbah. Najpomembnejše stavbe so stolnica sv. Janeza (1390), tipičen primer mazovske opečne gotike je cerkev sv. Marije (1411); mestna hiša Burbach (14. stoletje); Smodniški stolp (po letu 1379); in Curia Maior Kraljevega gradu (1407–1410). Najpomembnejši primeri renesančne arhitekture v mestu so hiša trgovske družine Baryczko (1562), stavba z imenom Črnuh (začetek 17. stoletja) in stanovanjska hiša Salwator (1632), vse na Starem trgu. Omeniti velja primera manierizma, Kraljevi grad (1596–1619) in jezuitska cerkev (1609–1626). Elementi baročne arhitekture so se pojavili na prelomu 17. stoletja z umetniki iz kraljevega dvornega kroga ter z gradnjo cerkve sv. Hijacinta in Sigismundovega stebra. Protireformacija je uveljavila baročni slog, kot ga kažejo cerkev sv. Antona Padovanskega, karmeličanska cerkev in cerkev sv. Križa. Najpomembnejša posvetna stavba tega sloga je Wilanówska palača, zgrajena za Jana III. Sobieskega. Poznobaročno obdobje je bilo obdobje saških kraljev (1697–1763). Iz tega obdobja izvirata Saška os in vizitatorska cerkev.
Neoklasicistična arhitektura je začela pridobivati na veljavi v drugi polovici 18. stoletja po zaslugi kralja Stanislawa Augusta Poniatowskega. Najbolj znan arhitekt, ki je takrat deloval v Varšavi, je bil Domenico Merlini. Med pomembne stavbe iz tega obdobja spadajo Zajčja hiša, cerkev Svete Trojice in pročelje cerkve sv. Ane. Neoklasicizem je v 19. stoletju prevladoval v mestni podobi Varšave, njegov preporod pa je vplival na vse vidike arhitekture; najbolj znani primeri so Veliko gledališče, Bančni trg, Varšavsko društvo prijateljev znanosti (palača Staszic), cerkev sv. Aleksandra, rezidenca Belweder in stanovanjski bloki na ulici Nowy Świat. Saška palača je bila popolnoma obnovljena, pri čemer je bil osrednji del stavbe porušen in nadomeščen z monumentalno 11-delno kolonado.[110] Prelom 20. stoletja je sprožil tudi secesijsko in neorenesančno gibanje v posvetnih stavbah.
Po ponovni osamosvojitvi Poljske leta 1918 je prevladoval nacionalni historicizem, začele pa so se pojavljati tudi oblike art décoja. Oblikovanje državnih struktur je zahtevalo pisarniške prostore, kar je vodilo do gradnje monumentalnih javnih stavb, vključno s stavbami Sejma in Senata, Ministrstva za verske zadeve in javno šolstvo, Ministrstva za javna dela, Narodnega muzeja, Državnega geološkega inštituta, Banke domačega gospodarstva, Vrhovnega revizijskega urada in kampusa Varšavske ekonomske šole. Nova okrožja so bila ustanovljena tudi v Żoliborzu, Ochoti in Mokotówu, pogosto zasnovana okoli osrednjega trga z žarkastimi ulicami (Trg Narutowicz, Wilsonov trg). Primeri novih velikih urbanističnih projektov so kolonije Lubecki v Ochoti.
Izjemnih primerov meščanske arhitekture poznejših obdobij komunistične oblasti po vojni niso obnovile ali pa so jih preoblikovale. Med pomembne primere povojne arhitekture spadajo Palača kulture in znanosti, stalinistični nebotičnik, zasnovan po vzoru Empire State Buildinga v New Yorku. Trg ustave je bil s svojimi monumentalnimi socialističnorealističnimi oblikami zasnovan po vzoru velikih trgov Pariza, Londona, Moskve in Rima. Na Trgu odrešenika so bile postavljene tudi kolonade v italijanskem toskanskem slogu, ki so temeljile na tistih na Piazza della Repubblica v Rimu. Sodobno arhitekturo v Varšavi predstavljajo Metropolitanska poslovna stavba na Pilsudskem trgu in stolp Varso, oba delo Normana Fosterja, Varšavska univerzitetna knjižnica (BUW) Mareka Budzyńskega in Zbigniewa Badowskega z vrtom na strehi in pogledom na reko Vislo, poslovna stavba Rondo 1 podjetja Skidmore, Owings & Merrill, stanovanjski nebotičnik Złota 44 Daniela Libeskinda, Muzej zgodovine poljskih Judov Rainerja Mahlamäkija in Zlate terase, ki jih sestavlja sedem prekrivajočih se kupol, mešano nakupovalno in poslovno središče.

### Znamenitosti
| Zemljevid starega mestnega jedra Varšave |

Čeprav je sodobna Varšava v primerjavi z drugimi evropskimi prestolnicami dokaj mlado mesto, ima številne turistične znamenitosti in arhitekturne spomenike, ki segajo stoletja nazaj. Razen varšavskega starega mestnega jedra, obnovljenega po drugi svetovni vojni, ima vsako okrožje nekaj za ponuditi. Med najpomembnejšimi znamenitostmi starega mestnega jedra so Kraljevi grad, Sigismundov steber, Glavni trg in Barbakan.
Južneje je tako imenovana Kraljeva pot s številnimi zgodovinskimi cerkvami, baročnimi in klasicističnimi palačami, predvsem s Predsedniško palačo in kampusom Varšavske univerze. Nekdanja kraljeva rezidenca kralja Jana III. Sobieskega v Wilanowu je znana po baročni arhitekturi in zgovornem palačnem vrtu.
Na mnogih mestih v mestu judovska kultura in zgodovina odmevata skozi čas. Med njimi so najbolj opazni judovsko gledališče, sinagoga Nożyk, sirotišnica Janusza Korczaka in slikovita ulica Próżna. Tragične strani varšavske zgodovine so obeležene na mestih, kot so Spomenik junakom geta, Umschlagplatz, fragmenti zidu geta na ulici Sienna in nasip v spomin na Judovsko bojno organizacijo.
Številni kraji obeležujejo junaško zgodovino Varšave, na primer Pawiak, nemški gestapovski zapor, v katerem sta danes Mavzolej spomina na mučeništvo in muzej. Varšavska citadela, utrdba iz 19. stoletja, zgrajena po porazu novembrske vstaje, je bila kraj mučeništva Poljakov. Drug pomemben spomenik, kip Malega vstajnika, ki stoji na obzidju starega mestnega jedra, spominja na otroke, ki so služili kot sli in frontovski vojaki v Varšavski vstaji, medtem ko je bil spomenik Varšavski vstaji, ki ga je ustvaril Wincenty Kućma, postavljen v spomin na največji upor druge svetovne vojne.
V Varšavi je veliko krajev, povezanih z življenjem in delom Frédérica Chopina, ki se je rodil v bližini mesta v Żelazowi Woli. Srce poljskega skladatelja je zapečateno v varšavski cerkvi sv. Križa. Poleti je Chopinov kip v parku Łazienki kraj, kjer pianisti prirejajo koncerte občinstvu v parku.
V Varšavi je mogoče najti tudi številne omembe Marie Curie, njenega dela in družine; Curiejina rojstna hiša v varšavskem Novem mestu, delovni prostori, kjer je opravila svoja prva znanstvena dela, in Radijev inštitut na ulici Wawelska, za raziskave in zdravljenje katerega je ustanovila leta 1925.

### Pokopališča
Najstarejša nekropola v Varšavi je Stare Powązki, ustanovljena leta 1790. Je ena od poljskih nacionalnih nekropol.
Pokopališče se razprostira na 43 hektarjih. Na dan posvetitve pokopališča Powązki je bil položen temeljni kamen za gradnjo cerkve sv. Karla Boromejskega, ki jo je zasnoval kraljevi arhitekt Domenico Merlini. Katakombe so bile namenjene kot prestižno počivališče, namenjeno predvsem plemičem, kot so bili Michał Poniatowski, Hugo Kołłątaj, Michał Kazimierz Ogiński. Na Starih Powązkih je pokopanih več kot milijon ljudi. Na Aveniji zaslug so grobovi upornikov in vojakov, aktivistov za neodvisnost, pisateljev, pesnikov, znanstvenikov, umetnikov in mislecev. Bližnje vojaško pokopališče Powązki je bilo ustanovljeno leta 1912 za vojake, nameščene v Varšavi. Po drugi svetovni vojni je pokopališče postalo grobišče za ljudi, povezane s Poljsko ljudsko republiko – politike, uradnike in vojaško osebje.
Kompleks nekatoliških pokopališč sestavljajo evangeličansko-augsburško pokopališče, evangeličansko reformirano pokopališče, judovsko pokopališče, pravoslavno pokopališče in muslimansko-tatarsko pokopališče. Druge pomembne varšavske nekropole so: pokopališče Bródno, pokopališče varšavskih upornikov, staro pokopališče Służew in novo pokopališče Służew. V mestu sta dve veliki občinski pokopališču – Severno občinsko pokopališče in Južno občinsko pokopališče.

### Spomeniki
Simbol mesta je morska deklica, umeščena v grb prestolnice. V Varšavi so trije spomeniki morskim deklicam: eden na bregovih Visle, drugi na Staromestnem trgu in tretji v Pragi-Południe. Najstarejši spomenik v Varšavi je Sigismundov steber. Zgrajen je bil leta 1644 po načrtih Italijanov: Augustina Loccija in Constantina Tencalla. Poljski kralj Sigismund III. Vasa stoji na 22 metrov visokem stolpu in v roki drži križ in meč. Spomenik je bil večkrat uničen in obnovljen.
Številni spomeniki obeležujejo junaške in tragične trenutke v zgodovini Poljske in Varšave. Grobnica neznanega vojaka na Piłsudskem trgu je bila zgrajena na pobudo generala Władysława Sikorskega v arkadah Saške palače. Leta 1925 so pod kolonado položili pepel neznanega vojaka, ki je padel med obrambo Lvova, nato pa so tukaj pokopali žare z zemljo z 24 bojišč. Med spomeniki, povezanimi z drugo svetovno vojno, so spomenik Nike, ki spominja na varšavske junake od leta 1939 do 1945, spomenik poljski podzemni državi in domači vojski, spomenik malemu vstajniku in spomenik varšavski vstaji pred stavbo vrhovnega sodišča na Krasińskem trgu. Spomenik junakom geta obeležuje vstajo varšavskega geta leta 1943.
Leta 1929 so v kraljevem parku Lazienki postavili spomenik Frédéricu Chopinu. Vsako poletje ob njegovem vznožju potekajo koncerti klasične glasbe, na katerih nastopajo svetovno znani pianisti. Drugi pomembni spomeniki so: spomenik Adamu Mickiewiczu, spomenik Tadeuszu Kościuszku, spomenik Marie Curie, spomenik knezu Józefu Poniatowskemu, spomenik Nikolaju Koperniku, spomenik Stefanu Starzyńskemu, spomenik Józefu Piłsudskemu, spomenik Januszu Korczaku.

## Demografija
Demografsko je bila Varšava najbolj raznoliko mesto na Poljskem. Pred drugo svetovno vojno je Varšava gostila drugo največje judovsko prebivalstvo na svetu, takoj za New Yorkom – približno 30 odstotkov celotnega prebivalstva mesta v poznih 1930-ih. Leta 1933 je 833.500 od 1.178.914 ljudi za svoj materni jezik izreklo poljščino. Obstajala je tudi pomembna nemška skupnost. Etnična sestava sodobne Varšave je neprimerljiva z raznolikostjo, ki je obstajala skoraj 300 let. Večina sodobne rasti prebivalstva temelji na notranjih migracijah in urbanizaciji. V popisu prebivalstva leta 2021 se je 98,78 % prebivalcev Varšave opredelilo kot Poljaki, 0,46 % kot Ukrajinci, 0,31 % kot Belorusi in 0,21 % kot Judje.
Varšavsko metropolitansko območje je primer razvoja močno polarizirane regije. V prestolnici in njeni neposredni okolici je skoncentriranih več kot polovica demografskega potenciala Mazovskega vojvodstva, 2/3 prebivalcev z visoko izobrazbo in 3/4 večjih gospodarskih subjektov, ki zaposlujejo več kot 50 delavcev.

## Upravna delitev
Varšavski zakon mestu nalaga obvezno delitev na 18 pomožnih enot, imenovanih dzielnica (okrožja). Čeprav ostajajo sestavni del mesta kot celote, imajo okrožja določeno stopnjo avtonomije, ki je zakonsko zagotovljena z obliko lastne lokalne samouprave, ki izvaja nekatere pristojnosti, ki jih je mesto po zakonu preneslo nanje. Vsako od 18 mestnih okrožij ima svoj svet (rada dzielnicy), ki izvoli izvršni odbor (zarząd dzielnicy) na čelu z županom okrožja (burmistrz dzielnicy), slednjega pa svet izvoli izmed več kandidatov, ki jih med člani sveta predlaga župan mesta Varšava.
Vsako od okrožij je običajno razdeljeno na več sosesk, ki nimajo nobenih pomembnih pravnih ali upravnih pooblastil. Osrednje okrožje Śródmieście vključuje dve ustanovni soseski mesta, imenovani Staro mesto (Stare Miasto) in Novo mesto (Nowe Miasto).

## Gospodarstvo
Varšava je vodilno gospodarsko in finančno središče Višegrajske skupine in pobude Tri morja. Leta 2021 je bil bruto metropolitanski proizvod (BDP) mesta ocenjen na 100 milijard evrov, kar Varšavo uvršča na 20. mesto med metropolitanskimi območji v Evropski uniji z največjim BDP. Varšava ustvari skoraj 1/5 poljskega BDP in nacionalnega dohodka države. Leta 2020 je bila Varšava uvrščena med globalna mesta, ker je Varšava pomembno globalno mesto, ki povezuje gospodarske regije s svetovnim gospodarstvom.
V mestnem središču Varšave (Śródmieście) in trgovskem okrožju Wola ne domuje le veliko nacionalnih institucij in vladnih agencij, temveč tudi veliko domačih in mednarodnih podjetij. Vedno večja poslovna skupnost Varšave je bila opažena na svetovni, regionalni in nacionalni ravni. Leta 2019 je bila Varšava ena glavnih destinacij za tuje vlagatelje v Evropi.

## Šport
- Legia Varšava je poljski nogometni klub
- Polonia Varšava je poljski nogometni klub